# Zuhal Demir

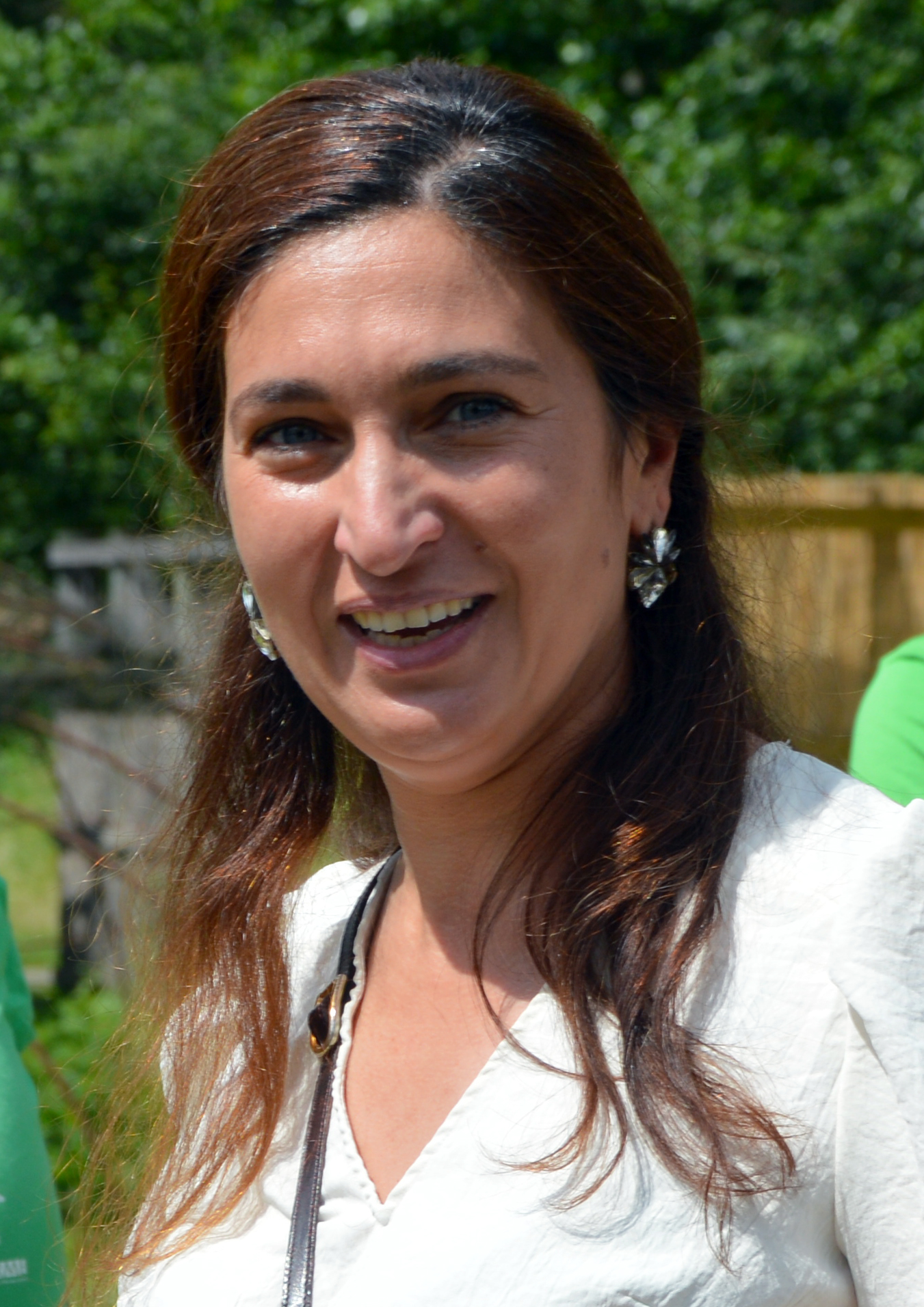
Zuhal Demir (2021)

Zuhal Demir (* 2. März 1980 in Genk) ist eine belgische Rechtsanwältin und Politikerin der Nieuw-Vlaamse Alliantie (N-VA). Am 2. Oktober 2019 wurde sie Mitglied der flämischen Regierung Jambon und ist innerhalb der Regierung für die Bereiche Justiz, Umwelt, Energie und Tourismus zuständig.

## Leben
Zuhal Demir wurde 1980 als drittes Kind einer türkisch-kurdischen Familie in Genk geboren. Ihr Vater war Minenarbeiter. Sie studierte von 1998 bis 2003 Rechtswissenschaften an der Katholischen Universität Löwen und schloss 2004 eine Spezialisierung in Arbeitsrecht an der Freien Universität Brüssel ab. Daraufhin arbeitete Demir ab 2004 zunächst als Rechtsanwältin in einer internationalen Kanzlei mit Niederlassung in Antwerpen.
Im Jahr 2010 zog sie nach den Föderalwahlen vom 13. Juni für die N-VA in die Abgeordnetenkammer ein. Dort wurde sie mitunter als Iron Lady bezeichnet, wohl auch in Anlehnung an ihren Nachnamen (Demir bedeutet Eisen auf Türkisch). Auf lokaler Ebene war Demir von 2012 bis 2015 Vorsitzende des Distriktrates von Antwerpen. Als sie beschloss, aus familiären Gründen nach Genk zurückzuziehen, musste sie dieses Mandat aufgeben. Größere Bekanntheit erlangte Demir im Jahr 2015, als sie sich bei einem Fototermin für das niederländischsprachige Männermagazin P-Magazine im Halbrund der Kammer ablichten ließ.
Am 24. Februar 2017 wurde sie Staatssekretärin für Armutsbekämpfung, Chancengleichheit, Behinderten- und Wissenschaftspolitik und Großstädte in der föderalen Regierung Michel. Sie trat die Nachfolge ihrer Parteikollegin Elke Sleurs an, die das Amt aufgab, um sich besser auf die Kommunalwahlen von 2018 vorbereiten zu können. Demirs Amtszeit als Staatssekretärin endete am 9. Dezember 2018 mit dem Sturz von Michel I. Daraufhin kehrte sie in die Abgeordnetenkammer zurück. Im Jahr 2017, während ihrer Amtszeit, wurde sie Mutter.
Seit dem 2. Oktober 2019 ist Demir Ministerin für Justiz, Umwelt, Energie und Tourismus in der flämischen Regierung Jambon.